# Salto con gli sci ai XXIV Giochi olimpici invernali - Trampolino normale maschile
Le gare del Trampolino normale maschile del salto con gli sci dei XXIV Giochi olimpici invernali di Pechino si sono disputate il 5 e 6 febbraio 2022 presso il National Ski Jumping Centre, situato nella prefettura di Zhangjiakou. La competizione è stata vinta dall'atleta giapponese Ryōyū Kobayashi.

## Risultati

### Qualificazioni
Gli atleti qualificati per la gara finale sono 50.
| Pos. | Pettorina | Atleta                | Nazione     | Distanza (m) | Punti distanza | Punti dei giudici | Totale | Note |
| ---- | --------- | --------------------- | ----------- | ------------ | -------------- | ----------------- | ------ | ---- |
| 1    | 50        | Marius Lindvik        | Norvegia    | 100.5        | 71.0           | 54.5              | 116.7  | Q    |
| 2    | 43        | Robert Johansson      | Norvegia    | 103.0        | 76.0           | 56.0              | 116.6  | Q    |
| 3    | 34        | Piotr Żyła            | Polonia     | 102.5        | 75.0           | 55.5              | 112.1  | Q    |
| 4    | 52        | Ryōyū Kobayashi       | Giappone    | 99.0         | 68.0           | 54.0              | 111.4  | Q    |
| 5    | 46        | Stefan Kraft          | Austria     | 100.0        | 70.0           | 55.5              | 108.5  | Q    |
| 6    | 37        | Manuel Fettner        | Austria     | 102.0        | 74.0           | 54.0              | 107.5  | Q    |
| 7    | 32        | Gregor Deschwanden    | Svizzera    | 96.5         | 63.0           | 52.5              | 106.4  | Q    |
| 8    | 21        | Antti Aalto           | Finlandia   | 98.5         | 67.0           | 53.5              | 105.0  | Q    |
| 9    | 53        | Karl Geiger           | Germania    | 97.5         | 65.0           | 54.0              | 103.9  | Q    |
| 10   | 41        | Yukiya Satō           | Giappone    | 100.0        | 70.0           | 53.5              | 103.6  | Q    |
| 11   | 39        | Stephan Leyhe         | Germania    | 95.5         | 61.0           | 52.0              | 101.6  | Q    |
| 12   | 27        | Simon Ammann          | Svizzera    | 96.0         | 62.0           | 48.5              | 100.4  | Q    |
| 13   | 26        | Vladimir Zografski    | Bulgaria    | 97.5         | 65.0           | 52.5              | 99.7   | Q    |
| 14   | 30        | Evgenij Klimov        | ROC         | 95.5         | 61.0           | 52.5              | 99.5   | Q    |
| 15   | 49        | Anže Lanišek          | Slovenia    | 94.0         | 58.0           | 52.5              | 98.5   | Q    |
| 16   | 28        | Dawid Kubacki         | Polonia     | 94.0         | 58.0           | 52.0              | 98.3   | Q    |
| 17   | 22        | Mackenzie Boyd-Clowes | Canada      | 94.5         | 59.0           | 51.5              | 97.1   | Q    |
| 18   | 29        | Danil Sadreev         | ROC         | 92.5         | 55.0           | 49.0              | 97.0   | Q    |
| 19   | 17        | Roman Koudelka        | Rep. Ceca   | 93.5         | 57.0           | 52.5              | 93.4   | Q    |
| 20   | 44        | Killian Peier         | Svizzera    | 93.0         | 56.0           | 52.0              | 92.8   | Q    |
| 21   | 18        | Giovanni Bresadola    | Italia      | 94.0         | 58.0           | 52.0              | 91.8   | Q    |
| 22   | 7         | Čestmír Kožíšek       | Rep. Ceca   | 93.0         | 56.0           | 51.5              | 91.4   | Q    |
| 23   | 48        | Markus Eisenbichler   | Germania    | 91.0         | 52.0           | 51.0              | 90.8   | Q    |
| 23   | 45        | Daniel Huber          | Austria     | 90.0         | 50.0           | 51.0              | 90.8   | Q    |
| 25   | 24        | Dominik Peter         | Svizzera    | 91.5         | 53.0           | 51.0              | 88.9   | Q    |
| 26   | 31        | Junshirō Kobayashi    | Giappone    | 93.0         | 56.0           | 51.0              | 88.2   | Q    |
| 27   | 16        | Stefan Hula           | Polonia     | 90.5         | 51.0           | 51.0              | 87.9   | Q    |
| 28   | 51        | Halvor Egner Granerud | Norvegia    | 90.0         | 50.0           | 50.5              | 87.4   | Q    |
| 29   | 33        | Naoki Nakamura        | Giappone    | 88.5         | 47.0           | 50.0              | 87.0   | Q    |
| 30   | 42        | Timi Zajc             | Slovenia    | 88.0         | 46.0           | 51.0              | 84.3   | Q    |
| 31   | 19        | Michail Nazarov       | ROC         | 86.5         | 43.0           | 47.0              | 81.4   | Q    |
| 32   | 3         | Kevin Maltsev         | Estonia     | 89.5         | 49.0           | 49.5              | 80.2   | Q    |
| 33   | 25        | Roman Trofimov        | ROC         | 86.0         | 42.0           | 49.5              | 80.0   | Q    |
| 33   | 23        | Artti Aigro           | Estonia     | 86.0         | 42.0           | 49.5              | 80.0   | Q    |
| 35   | 40        | Lovro Kos             | Slovenia    | 87.0         | 44.0           | 49.5              | 79.0   | Q    |
| 36   | 35        | Kamil Stoch           | Polonia     | 83.5         | 37.0           | 49.5              | 78.7   | Q    |
| 37   | 47        | Jan Hörl              | Austria     | 87.0         | 44.0           | 49.5              | 78.5   | Q    |
| 38   | 36        | Peter Prevc           | Slovenia    | 82.0         | 34.0           | 49.0              | 77.0   | Q    |
| 39   | 38        | Constantin Schmid     | Germania    | 86.5         | 43.0           | 49.5              | 76.0   | Q    |
| 40   | 12        | Daniel Andrei Cacina  | Romania     | 83.5         | 37.0           | 48.5              | 70.9   | Q    |
| 41   | 2         | Casey Larson          | Stati Uniti | 79.0         | 28.0           | 48.0              | 69.8   | Q    |
| 42   | 20        | Decker Dean           | Stati Uniti | 81.0         | 32.0           | 48.0              | 66.6   | Q    |
| 43   | 11        | Kevin Bickner         | Stati Uniti | 78.0         | 26.0           | 47.5              | 61.8   | Q    |
| 44   | 8         | Patrick Gasienica     | Stati Uniti | 81.5         | 33.0           | 48.0              | 61.2   | Q    |
| 45   | 6         | Andrei Feldorean      | Romania     | 76.5         | 23.0           | 48.0              | 55.0   | Q    |
| 46   | 15        | Fatih Arda İpcioğlu   | Turchia     | 74.5         | 19.0           | 43.5              | 52.8   | Q    |
| 47   | 14        | Matthew Soukup        | Canada      | 75.0         | 20.0           | 46.5              | 52.7   | Q    |
| 48   | 4         | Jevhen Marusjak       | Ucraina     | 73.0         | 16.0           | 46.0              | 49.8   | Q    |
| 49   | 13        | Danil Vasil'ev        | Kazakistan  | 70.5         | 11.0           | 46.5              | 46.2   | Q    |
| 50   | 5         | Sergey Tkachenko      | Kazakistan  | 68.0         | 6.0            | 43.5              | 43.1   | Q    |
| 51   | 9         | Filip Sakala          | Rep. Ceca   | 67.5         | 5.0            | 46.5              | 39.2   |      |
| 52   | 1         | Anton Korčuk          | Ucraina     | 67.5         | 5.0            | 46.0              | 38.0   |      |
| 53   | 10        | Song Qiwu             | Cina        | 61.5         | -7.0           | 45.0              | 24.3   |      |

### Finale
La finale si è disputata il 6 febbraio alle ore 19:00.
| Pos.    | Pettorina | Atleta                | Nazione     | Round 1      | Round 1 | Round 1 | Round finale    | Round finale    | Round finale    | Totale          |
| Pos.    | Pettorina | Atleta                | Nazione     | Distanza (m) | Punti   | Pos.    | Distanza (m)    | Punti           | Pos.            | Punti           |
| ------- | --------- | --------------------- | ----------- | ------------ | ------- | ------- | --------------- | --------------- | --------------- | --------------- |
| Oro     | 49        | Ryōyū Kobayashi       | Giappone    | 104.5        | 145.4   | 1       | 99.5            | 129.6           | 5               | 275.0           |
| Argento | 34        | Manuel Fettner        | Austria     | 102.5        | 134.5   | 5       | 104.0           | 136.3           | 1               | 270.8           |
| Bronzo  | 25        | Dawid Kubacki         | Polonia     | 104.0        | 133.1   | 8       | 103.0           | 132.8           | 2               | 265.9           |
| 4       | 33        | Peter Prevc           | Slovenia    | 103.0        | 139.2   | 2       | 99.5            | 126.2           | 8               | 265.4           |
| 5       | 27        | Evgenij Klimov        | ROC         | 104.0        | 135.0   | 4       | 100.0           | 126.5           | 7               | 261.5           |
| 6       | 32        | Kamil Stoch           | Polonia     | 101.5        | 136.3   | 3       | 97.5            | 124.6           | 13              | 260.9           |
| 7       | 47        | Marius Lindvik        | Norvegia    | 96.5         | 128.4   | 17      | 102.5           | 132.3           | 3               | 260.7           |
| 8       | 26        | Danil Sadreev         | ROC         | 107.5        | 134.1   | 7       | 98.0            | 125.3           | 11              | 259.4           |
| 9       | 39        | Timi Zajc             | Slovenia    | 97.0         | 128.2   | 18      | 104.5           | 131.1           | 4               | 259.3           |
| 10      | 43        | Stefan Kraft          | Austria     | 98.0         | 129.2   | 14      | 99.5            | 128.9           | 6               | 258.1           |
| 11      | 35        | Constantin Schmid     | Germania    | 102.0        | 134.4   | 6       | 98.0            | 122.9           | 18              | 257.3           |
| 12      | 18        | Antti Aalto           | Finlandia   | 101.5        | 130.5   | 10      | 99.5            | 125.6           | 9               | 256.1           |
| 13      | 42        | Daniel Huber          | Austria     | 96.0         | 128.1   | 19      | 101.5           | 125.5           | 10              | 253.6           |
| 13      | 46        | Anže Lanišek          | Slovenia    | 99.0         | 130.6   | 9       | 98.0            | 123.0           | 17              | 253.6           |
| 15      | 50        | Karl Geiger           | Germania    | 96.0         | 127.5   | 21      | 99.0            | 125.3           | 11              | 252.8           |
| 16      | 19        | Mackenzie Boyd-Clowes | Canada      | 100.5        | 129.8   | 12      | 100.0           | 122.8           | 19              | 252.6           |
| 17      | 29        | Gregor Deschwanden    | Svizzera    | 99.5         | 127.6   | 20      | 99.0            | 123.2           | 16              | 250.8           |
| 18      | 14        | Roman Koudelka        | Rep. Ceca   | 102.0        | 130.4   | 11      | 97.5            | 119.1           | 22              | 249.5           |
| 19      | 44        | Jan Hörl              | Austria     | 98.0         | 128.9   | 15      | 97.0            | 119.9           | 20              | 248.8           |
| 20      | 40        | Robert Johansson      | Norvegia    | 97.0         | 128.8   | 16      | 96.0            | 119.5           | 21              | 248.3           |
| 21      | 31        | Piotr Żyła            | Polonia     | 95.0         | 121.6   | 27      | 99.0            | 123.9           | 14              | 245.5           |
| 22      | 23        | Vladimir Zografski    | Bulgaria    | 99.0         | 126.7   | 24      | 97.0            | 118.6           | 23              | 245.3           |
| 23      | 22        | Roman Trofimov        | ROC         | 97.5         | 120.8   | 29      | 98.0            | 123.9           | 14              | 244.7           |
| 24      | 36        | Stephan Leyhe         | Germania    | 97.5         | 129.3   | 13      | 95.0            | 115.1           | 25              | 244.4           |
| 25      | 24        | Simon Ammann          | Svizzera    | 101.0        | 123.7   | 25      | 97.0            | 115.8           | 24              | 239.5           |
| 26      | 13        | Stefan Hula           | Polonia     | 103.0        | 127.0   | 23      | 93.5            | 110.8           | 27              | 237.8           |
| 27      | 28        | Junshirō Kobayashi    | Giappone    | 97.5         | 123.0   | 26      | 92.5            | 111.0           | 26              | 234.0           |
| 28      | 37        | Lovro Kos             | Slovenia    | 95.0         | 120.9   | 28      | 92.0            | 108.7           | 28              | 229.6           |
| 29      | 6         | Čestmír Kožíšek       | Rep. Ceca   | 100.0        | 119.3   | 30      | 85.0            | 92.6            | 29              | 211.9           |
| 30      | 48        | Halvor Egner Granerud | Norvegia    | 97.5         | 127.4   | 22      | Squalificato    | Squalificato    | Squalificato    | 127.4           |
| 31      | 45        | Markus Eisenbichler   | Germania    | 92.0         | 118.4   | 31      | Non qualificato | Non qualificato | Non qualificato | Non qualificato |
| 32      | 16        | Michail Nazarov       | ROC         | 97.0         | 118.1   | 32      | Non qualificato | Non qualificato | Non qualificato | Non qualificato |
| 32      | 38        | Yukiya Satō           | Giappone    | 95.0         | 118.1   | 32      | Non qualificato | Non qualificato | Non qualificato | Non qualificato |
| 34      | 20        | Artti Aigro           | Estonia     | 97.0         | 116.7   | 34      | Non qualificato | Non qualificato | Non qualificato | Non qualificato |
| 35      | 21        | Dominik Peter         | Svizzera    | 95.5         | 116.0   | 35      | Non qualificato | Non qualificato | Non qualificato | Non qualificato |
| 36      | 12        | Fatih Arda İpcioğlu   | Turchia     | 99.0         | 115.0   | 36      | Non qualificato | Non qualificato | Non qualificato | Non qualificato |
| 37      | 41        | Killian Peier         | Svizzera    | 90.5         | 114.6   | 37      | Non qualificato | Non qualificato | Non qualificato | Non qualificato |
| 38      | 30        | Naoki Nakamura        | Giappone    | 93.5         | 114.5   | 38      | Non qualificato | Non qualificato | Non qualificato | Non qualificato |
| 39      | 1         | Casey Larson          | Stati Uniti | 96.5         | 113.2   | 39      | Non qualificato | Non qualificato | Non qualificato | Non qualificato |
| 40      | 2         | Kevin Maltsev         | Estonia     | 96.5         | 112.5   | 40      | Non qualificato | Non qualificato | Non qualificato | Non qualificato |
| 41      | 4         | Sergey Tkachenko      | Kazakistan  | 95.0         | 110.3   | 41      | Non qualificato | Non qualificato | Non qualificato | Non qualificato |
| 41      | 15        | Giovanni Bresadola    | Italia      | 93.5         | 110.3   | 41      | Non qualificato | Non qualificato | Non qualificato | Non qualificato |
| 43      | 8         | Kevin Bickner         | Stati Uniti | 95.0         | 108.1   | 43      | Non qualificato | Non qualificato | Non qualificato | Non qualificato |
| 44      | 17        | Decker Dean           | Stati Uniti | 90.0         | 106.6   | 44      | Non qualificato | Non qualificato | Non qualificato | Non qualificato |
| 45      | 11        | Matthew Soukup        | Canada      | 92.0         | 103.0   | 45      | Non qualificato | Non qualificato | Non qualificato | Non qualificato |
| 46      | 10        | Danil Vasil'ev        | Kazakistan  | 92.0         | 101.0   | 46      | Non qualificato | Non qualificato | Non qualificato | Non qualificato |
| 47      | 3         | Jevhen Marusjak       | Ucraina     | 91.5         | 97.4    | 47      | Non qualificato | Non qualificato | Non qualificato | Non qualificato |
| 48      | 9         | Daniel Andrei Cacina  | Romania     | 89.5         | 95.8    | 48      | Non qualificato | Non qualificato | Non qualificato | Non qualificato |
| 49      | 7         | Patrick Gasienica     | Stati Uniti | 87.0         | 89.8    | 49      | Non qualificato | Non qualificato | Non qualificato | Non qualificato |
| 50      | 5         | Andrei Feldorean      | Romania     | 82.0         | 84.3    | 50      | Non qualificato | Non qualificato | Non qualificato | Non qualificato |